# Memories (single)
Memories er den 11. single-udgivelse fra hollandske Within Temptation.
Singlen blev tillige udgivet i en version med en DVD. 

## Sange
1. Memories (Single Version) – 3:28
2. Destroyed (Unreleased Demo Track) – 4:54
3. Aquarius (Orchestral Version) – 4:46
4. A Dangerous Mind (Live @ Bataclan, Paris 2004) – 4:08
5. Memories (Live @ Bataclan, Paris 2004) – 4:01

Supplerende track på versionen med DVD:

## DVD
1. A Dangerous Mind – Live @ Bataclan, Paris 2004
2. Memories – Live @ Bataclan, Paris 2004
3. Backstage In Paris

| Musik | Spire Denne musikartikel er en spire som bør udbygges. Du er velkommen til at hjælpe Wikipedia ved at udvide den. |